# 김아영 (1994년)
김아영(1994년 10월 31일~)은 대한민국의 배우이다. 2022년 쿠팡플레이 예능 《SNL 코리아》의 크루로서 합류해 이름을 알리기 시작했다.

## 출연 작품

### 드라마
- 2023년 JTBC 토일드라마 《웰컴투 삼달리》 - 고은비 역
- 2024년 JTBC 토일드라마 《낮과 밤이 다른 그녀》 - 도가영 역
- 2024년 SBS 금토드라마 《지옥에서 온 판사》 - 이아롱 역
- 2024년 KBS2 수목드라마 《개소리》 - 쭈미 역 (특별출연)
- 2025년 KBS2 수목드라마 《남주의 첫날밤을 가져버렸다》 - 설기 역 (특별출연)

### 방송
- 2023년2025년 MBC 《심야괴담회》 - 고정 출연
- 2023년 유튜브 《노빠꾸 탁재훈》- 60회
- 2025년 SBS 《런닝맨》 - 717회 725회 742회 750회756회

## 수상 목록
- 2023년 제2회 《청룡 시리즈 어워즈》 - 여자 신인 예능인상
- 2024년 대한민국 퍼스트브랜드 대상 국내 인물 부문 핫아이콘상
- 2024년 SBS 연기대상 미니시리즈 휴먼•판타지 부문 여자 우수연기상